# Ruditapes
Genre
Synonymes
- Tapes (Ruditapes) Chiamenti, 1900[1]
- Venerupis (Ruditapes) Chiamenti, 1900[1]
- Venus (Amygdala) E. Römer, 1857[1]

Ruditapes est un genre de mollusques bivalves de la famille des Veneridae. En tant qu'animaux filtreurs, ces palourdes sont vulnérables à divers polluants, notamment les hydrocarbures.

## Liste des espèces
Selon World Register of Marine Species (21 septembre 2020) :
- Ruditapes bruguieri (Hanley, 1845)
- Ruditapes decussatus (Linnaeus, 1758)
- Ruditapes philippinarum (A. Adams & Reeve, 1850)

## Publication originale
- (it) Alessandro Chiamenti, « Contribuzione allo studio della Malacofauna adriatica : Nota sulla famiglia delle Veneride, e delle Petricolide », Bollettino del naturalista : collettore, allevatore, coltivatore, acclimatatore, Sienne, Inconnu, vol. Anno 20,‎ 1900, p. 9-15 (OCLC 12415118, lire en ligne).